# Накпадон

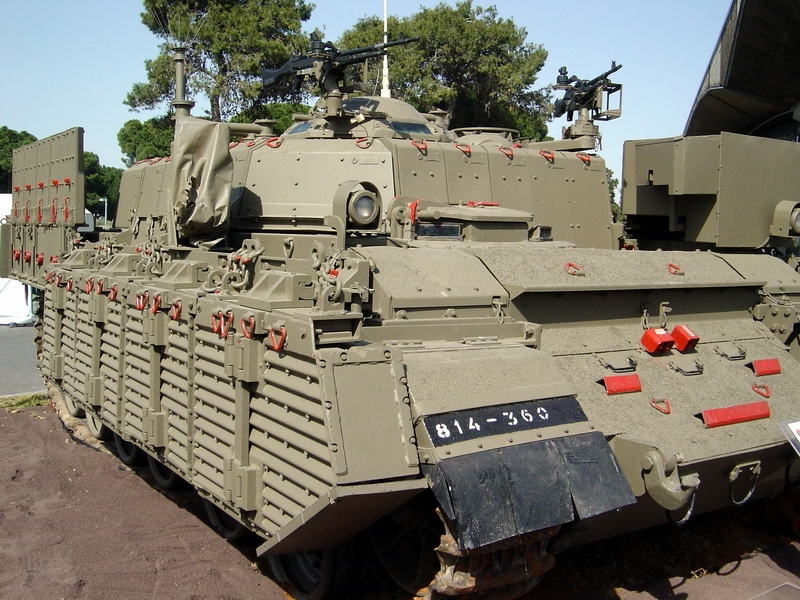

Накпадон или Никпадон — тяжёлый бронетранспортёр сухопутных войск АОИ, созданный в 1990-е годы на шасси британского танка «Центурион» с учётом опыта эксплуатации бронетранспортёров «Нагмашот». Принят на вооружение в 1993 году (по другим данным, производство началось в 1996 году).

## История
К началу 1990-х годов на вооружении ЦАХАЛ имелось значительное количество танков «Центурион», которые были поставлены в Израиль в 1960-х годах, либо были захвачены в ходе арабо-израильских войн. Впоследствии «Центурионы» прошли модернизацию и были переоборудованы в танки «Шот».
Тем не менее, в 1990-е годы эти танки уже устарели и были сняты с вооружения ЦАХАЛ, после чего стали основой для создания новых образцов бронетехники, в том числе «Накпадон».

## Конструкция
В сравнении с бронетранспортёрами «Нагмашот» и «Нагмахон», бронирование «Накпадон» ещё более усилено. Применяется комплект навесной динамической брони с многослойной структурой, в которую помимо листов стали и взрывчатого вещества входят слои резины и керамики. Такая конструкция позволяет защитить машину от попадания выстрелов из ручных гранатомётов РПГ-7, противотанковых управляемых ракет и бронебойных боеприпасов калибром до 20 мм.

### Вооружение
Вооружение состоит из четырёх 7,62-мм пулемётов FN MAG, или (реже) — одного 12,7-мм пулемёта «Браунинг» M2HB и трёх 7,62-мм пулемётов.
Кроме того, на «Накпадон» установлены две пусковые установки системы мгновенной постановки дымовой завесы CL-3030 калибра 73,3 мм.

### Двигатель и трансмиссия
Моторно-трансмиссионное отделение с дизельным двигателем AVDS-1790-6A мощностью 900 л.с. заимствовано у танка Merkava I.

### Дополнительное оборудование
Машина снабжена системой электронного противодействия, способной блокировать прохождение радиосигналов для взрыва радиоуправляемых взрывных устройств. Антенна этой системы установлена в кормовой части машины.
Машина оборудована системой автоматического пожаротушения AFEDSS производства компании «Spectronix Ltd.»

## Варианты и модификации
- «Nakpilon»[7]